# Lepidium ecuadoriense
Lepidium ecuadoriense är en korsblommig växtart som beskrevs av Albert Thellung. Lepidium ecuadoriense ingår i släktet krassingar, och familjen korsblommiga växter. IUCN kategoriserar arten globalt som sårbar. Inga underarter finns listade i Catalogue of Life.